# 페르디낭 드 소쉬르
페르디낭 드 소쉬르(프랑스어: Ferdinand de Saussure, 1857년 11월 26일 ~ 1913년 2월 22일)는 스위스의 언어학자로 근대 구조주의 언어학의 시조로 불린다. 이후 그의 이론을 받아들인 사회학에서도 구조주의 사회학이 발생하게 되었다.

## 업적
언어학에서 사용되는 중요 개념 중 공시 언어학(synchronic linguistics)과 통시 언어학(diachronic linguistics)을 처음 도입하기도 했다. 주요 저서로 소쉬르의 제자들의 강의 노트를 바탕으로 편집하여 그의 사후(1916년)에 출판된 《일반언어학 강의》(Cours de linguistique générale)가 있다.
젊은이 문법학파의 제자였으나 그들의 이성과 존재론을 그대로 따르지 않고 전근대적인 접근 방법을 취하였다. 언어 현상을 전체로서 체계 속에서 고찰하였다. 드 소쉬르의 최초의 논문이자 가장 중요한 저작인 1878년의 Mémoire sur le système primitif des voyelles dans les langues indo-européennes (인도유럽어족 원시 모음체계에 관한 논문)가 바로 그것이다. 이 논문에서 인도유럽어족의 음성체계에는 이미 알려진 음 이외에 소멸한, 음가를 알 수 없는 한 음이 있었다고 가정할 필요가 있다고 주장하였다. 그리고 1941년 덴마크의 한스 프레데리크 헨드릭센(Hans Frederik Hendriksen)이 히타이트어를 연구하는 과정에서 소쉬르가 언급한 바로 그 위치에서 어떤 후두음을 발견함에 따라 드 소쉬르의 이론의 정당성은 확고해졌다. 이 이론은 후두음 이론으로 널리 알려져 있다.

## 언어세계
- 소쉬르는 언어 세계를 랑그(langue)와 파롤(parole)로 나눈다.

파롤은 개인적인 언어 사용, 개인적인 언어 스타일을 의미한다. 자신만의 독특한 말하는 스타일이나 각 지방의 사투리가 이에 해당한다.
또한, 개인적 발화에 의미를 부여해 주고 발화 행위를 가능케 해주는 추상적 체계를 랑그라고 했다. 예를 들어 장미라고 한다면 장미라는 단어 그 자체는 랑그이며, 붉은색을 띄며 정열을 의미하는 것은 파롤인 것이다. (바로 앞의 내용은 거꾸로 설명한게 아닐지? "예를 들어 장미라고 한다면 장미라는 단어 그 자체는 파롤이며, 붉은색을 띄며 정열을 의미하는 것은 랑그인 것이다."가 맞지 않을지?)
- 기호의 자의성

기호의 자의성(arbitrary)이란 기표와 기의 간 연결 관계가 자의적이라는 것이다. 예를 들어, 학생이라는 말이 나라마다 사용하는 언어가 다르다는 것은 기표인 음성의 연속과 그것이 나타내는 개념과 아무런 자연적·내적 관계가 없다는 것을 드러내므로 자의적이다. 또한 기표는 시간의 선상에서 전개된다. 기표는 청각적인 성격을 가지고 있기 때문에 일정한 음의 길이를 가지고 있고, 이 음의 길이는 시간의 선이란 차원에서 헤아릴 수 있다. 언어 기호는 언어 연쇄의 선상에 놓이는 순서와 위치에 따라 변별적 단위가 되고 의미 변화를 가져온다. 이와 같은 언어 기호의 성질을 선조성이라고 한다. 이상과 같은 기호의 특성은 소쉬르의 『일반 언어학 강의』에서 기호의 제1의 원리와 제2의 원리로 설명된다(소두영, 1991).
- 언어의 가치

기호의 의미는 그 자체의 고유한 어떤 내용에서 오는 것이 아니라 다른 단어들과의 관계속에서 '차이'에 의해 규정된다. 이는 의미가 긍정적으로(positively) 규정되는 것이 아니라 '그것은 다른 것이 아니다'는 관계에 의해 부정적으로(negatively) 규정된다는 것이다. 기표와 기표의 차이로 인해 기의가 구성된다.

## 같이 보기
- 얀 니에치스와프 보두앵 드 쿠르트네